# Ogano (Saitama)
Ogano (jap. 小鹿野町 Ogano-machi, deutsch ‚Stadt Ogano‘, englisch Ogano Town) ist eine Stadt auf der japanischen Hauptinsel Honshū im Landkreis Chichibu in der Präfektur Saitama.

## Verkehr
- Straße:
  - Nationalstraße 299

## Angrenzende Städte und Gemeinden
- Chichibu
- Kanna
- Ueno